# Monocentrota descarpentriesi
Monocentrota descarpentriesi är en tvåvingeart som först beskrevs av Loïc Matile 1972.  Monocentrota descarpentriesi ingår i släktet Monocentrota och familjen platthornsmyggor.
Artens utbredningsområde är Madagaskar. Inga underarter finns listade i Catalogue of Life.